# ハンス・ヤンセン
ハンス・ヤンセン（Hans Jansen）は、ビーピーエス社の元グラフィックデザイナー。BPS社長のヘンク・ブラウアー・ロジャースと同じオランダ出身。

## 携わった作品
- スーパーブラックオニキス
- ミュール (M.U.L.E.)
- テトリス
ファミコン版、パソコン（PC-8801シリーズ、PC-9801シリーズ、X1シリーズ、X68000シリーズ、FM77AVシリーズ、FMRシリーズ、MSX2）版のテトリスのグラフィックデザインを担当。パソコン版グラフィックは坂本隆志の提案によって、イメージスキャナが使用された。
- ハットリス
ファミコン版やPC-9801版のグラフィックデザイン。
- コンバットゾーン
- ビルバク
ネット上のビルバクの紹介では彼がテトリスの作者とされているが、あくまでグラフィックデザインの担当。テトリスの原作者はアレクセイ・パジトノフである。